# Calypso Rose
Pour les articles homonymes, voir Calypso (homonymie) et Rose.
Linda McArtha Monica Sandy-Lewis, dite Calypso Rose, est une chanteuse trinidadienne de calypso, née le 27 avril 1940 dans le village de Bethel, sur l'île caribéenne de Tobago. Elle a commencé à écrire des chansons à l'âge de treize ans, a écrit plus de 800 chansons et enregistré plus de 20 albums.
Considérée comme la « mère du calypso », Rose a été la première star féminine du calypso et ses paroles abordent fréquemment des problèmes sociaux comme le racisme et le sexisme. Son influence sur le genre musical calypso a forcé à renommer le concours Calypso King en Calypso Monarch.
En plus d'écrire des chansons sur des problèmes sociaux, Rose est également une militante et a reçu le titre d'Ambassadrice itinérante de l'UNICEF pour les anciens enfants soldats et s'est produite lors de nombreux événements en faveur du changement social. Elle a reçu tous les prix disponibles pour les artistes vivants des Caraïbes.
Elle réside actuellement dans le Queens, à New York, et retourne régulièrement à Trinité-et-Tobago en plus de ses tournées,.

## Biographie
Calypso Rose est née sous le nom de Linda McCartha Monica Sandy-Lewis. Sa mère lui a donné ce nom en hommage à un général d'armée respectable du nom de Douglas MacArthur.
Au début de sa carrière musicale, la chanteuse a initialement pris le nom de Crusoe Kid, mais l'a ensuite changé pour Calypso Rose. Cela s'est produit lorsqu'elle a auditionné pour les gérants d'une tente  calypso appelée Young Brigade. Le nom Crusoe Kid fait allusion à ses origines à Tobago ainsi qu’au roman de Robinson Crusoé. Après l'avoir entendue jouer, les managers de Young Brigade l'ont renommée Calypso Rose. Celle-ci se considère comme la mère des femmes calypsoniennes qui lui ont succédé. Telle une rose également considérée comme la mère de toutes les fleurs.
Elle a grandi dans le petit village de Bethel sur l'île de Tobago, l'une des deux îles des Caraïbes formant Trinité-et-Tobago et le berceau du calypso.
Le premier souvenir de Rose est une discussion qu’elle a avec sa grand-mère assise au bord de la mer, dans laquelle cette dernière lui fait part de ses craintes au sujet du lieu de son enterrement. En effet, Rose vient d’une famille d’esclaves originaire de Guinée Française. Sa grand-mère a été kidnappée et vendue à Tobago, ce qui explique ses inquiétudes.
Calypso Rose était la quatrième enfant de sa mère, Dorchea Sandy, qui a eu un total de treize enfants, dont deux sont décédés. Son père, Altino Sandy, était un leader des Spiritual Shouter Baptists. En plus d'être un leader dans l'église, il était aussi pêcheur et Rose l'accompagnait tous les soirs à la plage lorsqu'elle vivait avec lui. Sa famille était très traditionnelle et était initialement opposée à ce qu'elle chante dans les tentes du Carnaval ; son père disant que « le calypso appartient au diable ».
Elle a vécu avec ses parents et ses dix frères et sœurs dans une maison de deux chambres jusqu'à l'âge de neuf ans, date à laquelle elle est allée vivre avec son oncle et sa tante, sur l'île voisine de Trinidad. Sa tante, Edith Robinson, voulait un enfant alors elle a suggéré à son mari d'aller voir son frère, et de lui demander de s'occuper d'un de ses enfants. C’est ainsi que Mme Edith Robinson est venue adopter Rose, qui a accepté et l'a accompagnée à Trinidad. Peu de temps après son arrivée à Trinidad, elle a commencé à être victime d'intimidation parce qu'elle était une « petite insulaire ».

L'une des nombreuses difficultés qu'a endurées Rose a été d'être violée à l'âge de 18 ans et depuis, elle n'a plus entretenu de relation avec un homme. Rose a révélé être lesbienne dans une interview à l'âge de 72 ans et était alors mariée à une femme depuis 17 ans. Sa santé n'a pas toujours été au meilleur de sa forme puisqu'elle a fait face et a survécu à un cancer du sein en 1996, à un cancer de l'estomac en 1998, au diabète et à deux crises cardiaques résolues par un stimulateur cardiaque.

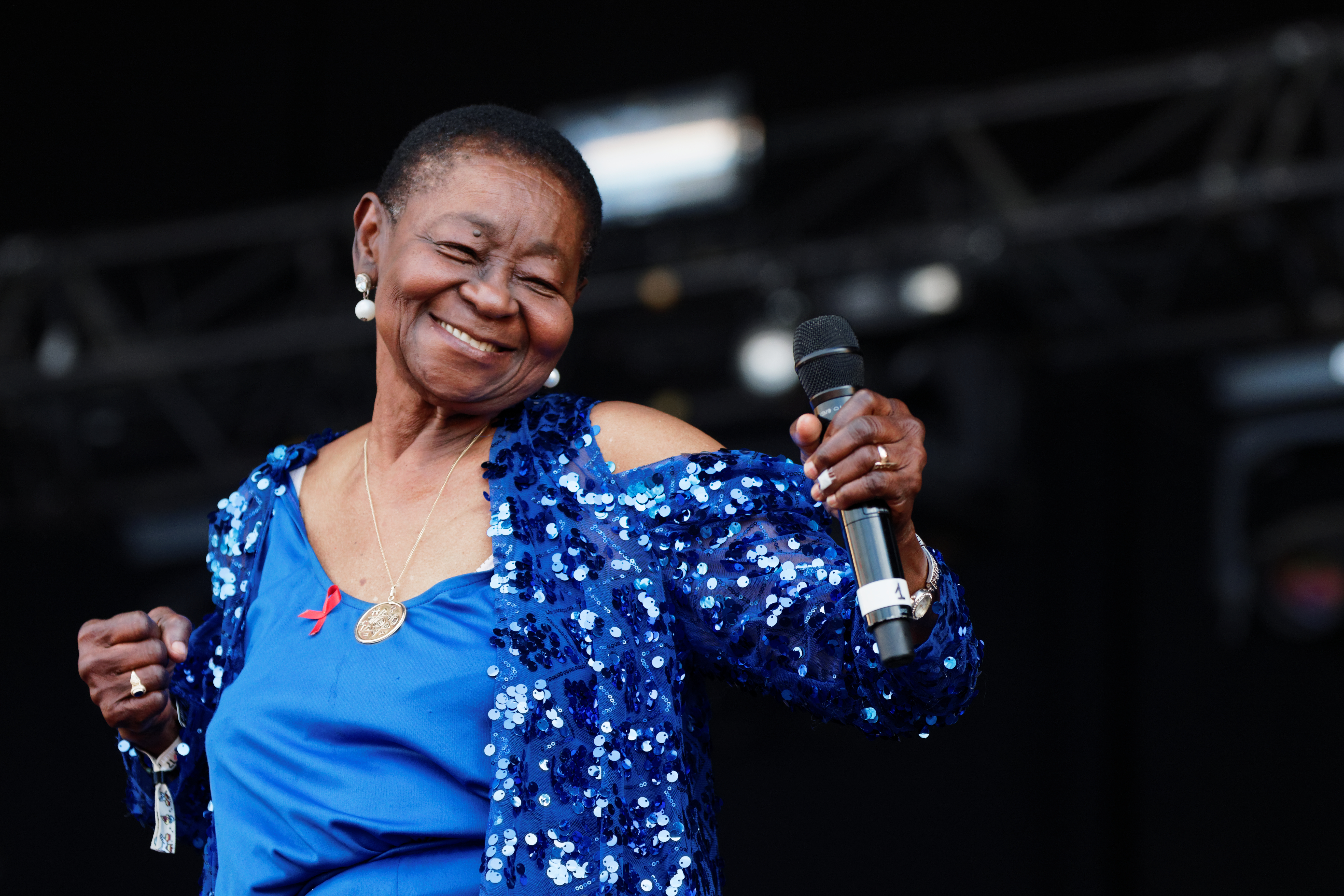
En concert au festival des Vieilles Charrues 2016.

## Carrière
Lorsqu'elle est allée vivre à Tobago, sa tante a eu une grande influence sur son amour du calypso en raison des nombreux disques qu'elle possédait et de la liberté qu'elle lui donnerait. Rose a alors commencé à écrire son premier calypso intitulé Glass Thief, après avoir été témoin d’un vol en action.
Ce fut le début de son opinion sur l'égalité des sexes et, plus tard, de l'écriture de son deuxième calypso qui permettait aux femmes de danser.
Calypso Rose a commencé à chanter dans des tentes calypso dans les années 1950 à l'âge de 15 ans, malgré les critiques reçues. Elle a eu l'occasion de se produire dans différents endroits, de Grenade à Saint-Vincent en passant par les îles Vierges américaines.
L'influenceur et partisan de Rose était un homme nommé Lord Kitchener qui fut le premier à la reconnaître comme compositrice. De 1963 à 1965, elle continuera à se produire sous sa tente. Elle connaissait Lord Kitchener dès l'âge de 9 ans et il était connu pour son influence sur de nombreux jeunes chanteurs de calypso en raison des chansons qu'il composait. Même si de nombreux anciens religieux de Trinidad désapprouvaient la participation de Rose aux calypsos, elle a réussi à les convaincre avec sa chanson Abide With Me, qui parle de l'ouragan Florence qui a frappé Tobago et Grenade en 1964. En 1966, elle se produira à plusieurs reprises avec un calypsonien très connu du nom de « Mighty Sparrow » (Slinger Francisco).
Malgré les rumeurs, Rose n’était pas la première chanteuse de calypso. Cependant, avec sa chanson Coopération, elle a pu concourir en dehors de Tobago et de Trinidad contre d'autres calypsoniens masculins et remporter son premier titre de Calypso King dans les îles Vierges et remporter la marche sur la route des îles Vierges la même année. En 1966, elle écrit la chanson Fire in Meh Wire qui est devenue internationale et a été traduite en huit langues différentes. Elle a été la première calypso à être présentée deux années de suite au carnaval de Trinidad. Avec la création d'une autre chanson intitulée Tempo, Rose a pu devenir la première femme à remporter le titre national de la Road March. Peu de temps après, en 1978, elle interprète Her Majesty et I Thank Thee et remporte une autre marche nationale et devient la première à remporter le “Calypso King” qui devient le “Calypso Monarch” en raison de l'intégration réussie des femmes dans un groupe masculin. -une concurrence dominée. Double victoire pour Calypso Rose qui était pour l’égalité entre les sexes.
Au milieu des années 1970, Rose s’installe dans le Queens, à New York. Elle enregistre pour les labels calypso Straker's Records et Charlie's Records basés à Brooklyn. C'est ainsi qu’elle débute et ses tournées internationales. Sa chanson gagnante de la Road March de 1977, Tempo, a été écrite alors qu'elle prenait le métro de New York. En 2016, elle sort une chanson intitulée Calypso Queen qui confirme son succès. En 1979, Calypso Rose s'est produite dans un concert organisé par l'Association des étudiants caribéens de Colombie et a ensuite été revue par Robert Palmer (écrivain) du New York Times. Palmer raconte à quel point elle était puissante en tant qu'interprète. "Les gens qui ne feront pas confiance aux politiciens écouteront les commentaires de bon sens d'un célèbre chanteur et auteur-compositeur de calypso comme Calypso Rose", selon le maître de cérémonie.
Grâce au succès de Rose, elle a pu travailler aux côtés de nombreux artistes. En 1967, Rose et Bob Marley se sont produits ensemble au Grand Ballroom de New York, et plus tard à Miami. La relation de Rose avec Marley était très étroite, qu’elle considérait comme son inspiration. Elle a également rencontré Michael Jackson et Miriam Makeba en 1978 lorsqu'elle a remporté la Trinidad Road March.
Son album Far From Home l'a amené à collaborer avec le chanteur franco-espagnol Manu Chao qui a chanté trois chansons de son album Leave Me Alone, Far From Home et Human Race. Les deux ont été présentés pour la première fois lorsque son manager a invité Chao à la saison du Carnaval en 2015, où Calypso Rose a raconté qu'ils avaient parlé de musique pendant 3 heures. Elle lui a donné un premier exemplaire de l'album qu'il a ensuite mixé et ajouté avec sa propre voix.
Calypso Rose a continué à collaborer avec d'autres artistes. L'une de ses récentes collaborations était avec Machel Montano dans une chanson intitulée Young Boy. Une autre avec Kobo Town dans une chanson intitulée Scarborough Girl en 2018 avec qui elle a joué en 2019 et a aidé à co-écrire certaines de ses chansons de son album Far From Home.
Calypso Rose écrit toujours activement de la nouvelle musique, disant même à un journaliste qu'elle transporte un magnétophone avec elle pour garder une trace de ses idées. En octobre 2019, elle a sorti une chanson intitulée Baila Mami du nouvel EP Calypso Rose & Friends. La chanson est un mélange d'espagnol et d'anglais encourageant les femmes à se libérer et à danser.
Dans une interview, Rose a déclaré que ce dont elle est le plus fière est sa nomination au Calypso Monarch et sa victoire au Grammy Award français dans la catégorie “Victoire de la Musique”, à Paris en 2017 grâce à son album Far From Home.
Parallèlement à sa carrière musicale, Calypso Rose a participé à de nombreux documentaires, dont Calypso at Dirty Jim's et Calypso Rose, Lioness in the Jungle. Calypso at Dirty Jim's a été réalisé par Pascale Obolo en 2005, il parle de nombreux artistes caribéens comme Mighty Sparrow, Mighty Terror, Bomber, Lord Superior et Calypso Rose. Calypso Rose, Lioness in the Jungle a été produit en 2011, également réalisé par Pascale Obolo, et suit la vie de Rose en tant que voix éminente et ambassadrice de la musique caribéenne.
En 2019, Rose s'est produite à Coachella, marquant la première fois qu'un artiste de calypso jouait un set complet au festival. À 78 ans, elle est devenue l'artiste la plus âgée du festival à ce jour.

## Discographie
La discographie de Calypso Rose, comprend les albums suivants :
- 1969 : Queen Of The Calypso World
- 1972 : Sexy Hot Pants
- 1977 : Her Majesty Calypso Rose
- 1977 : Action is Tight
- 1978 : Mass Fever
- 1979 : We Rocking For Carnival
- 1980 : Ah Cant Wait
- 1981 : Mass in California
- 1983 : Rose Goes Soca Unlimited
- 1984 : Trouble
- 1985 : Pan in Town
- 1986 : Stepping Out
- 1987 : On Top Of The World
- 1987 : Leh We Punta
- 1989 : Soca Explosion
- 1990 : Soul On Fire
- 1992 : Rosie Doh Hurt Dem
- 1993 : Breaking The Sound Barrier

## Héritage
La musique de Calypso Rose est connue pour son récit de justice politique et sociale dans sa musique. Cela a influencé une loi en vigueur dans les Caraïbes, comme l'exploitation des fonctionnaires en termes de rémunération. Sa chanson No Madam a amené le gouvernement de Trinité-et-Tobago à insérer un salaire minimum pour les fonctionnaires. Il y avait d'autres chansons comme The Boat is Rocking qui signifiaient une époque où se déroulaient des élections locales critiques. Son album Far From Home illustre le récit de l'injustice sociale et politique, comme sa chanson I Am African qui parle de la diaspora noire.

## Distinctions
- Victoires de la musique 2017 : Victoire de l'album de musiques du monde pour Far from home[18]
- Grand prix Sacem 2018 : Grand prix des musiques du monde[19]

## Filmographie
Sauf indication contraire, les informations mentionnées dans cette section peuvent être confirmées par la base de données cinématographiques IMDb,  présente dans la section « Liens externes ».
- 1979 : Bacchanal Time[Quoi ?][réf. nécessaire]
- 1991 : One Hand Don't Clap (documentaire) de Kavery Kaul
- 2012 : Calypso Rose: Lioness of the Jungle (documentaire) de Pascale Obolo